# Flughafenlinie Zürich
| Die Flughafenlinie ist die dicke rote Linie | |                                            |                                            |
| Streckennummer (BAV): | 750 (ZH Oerlikon Nord–ZH Flughafen–Dorfnest) 752 (ZH Oerlikon Nord–Kloten–Hürlistein (Abzw.)) 757 (Kloten–Dorfnest (Überwerfung)) 751 (Hürlistein (Abzw.)–Effretikon) |                                            |                                            |
| Fahrplanfeld: | 750 |                                            |                                            |
| Spurweite: | 1435 mm (Normalspur) |                                            |                                            |
| Stromsystem: | 15 kV 16,7 Hz ~ |                                            |                                            |
| Maximale Neigung: | 22 ‰ |                                            |                                            |
| | |                                            |                                            |
| \| \| \| von Zürich HB \| \| \| \| 4,7 \| Zürich Oerlikon \| Zürich Oerlikon \| \| \| \| nach Effretikon über Wallisellen–Dietlikon \| \| \| \| 5,4 \| von Wettingen \| von Wettingen \| \| \| 6,6 \| nach Bülach \| nach Bülach \| \| \| \| \| \| \| \| \| \| \| \| \| 7,2 \| Opfikon \| Opfikon \| \| \| \| \| \| \| \| \| Brücken über die Glatt \| \| \| \| \| \| \| \| \| \| Flughafentunnel \| 1215 m \| \| \| 8,2 \| Riet, eingleisig bis Kloten \| Riet, eingleisig bis Kloten \| \| \| 8,8 \| Kloten Balsberg \| Kloten Balsberg \| \| \| 9,6 \| Zürich Flughafen \| Zürich Flughafen \| \| \| \| Hagenholztunnel \| 2837 m \| \| \| \| \| \| \| \| 10,0 11,3 \| Kloten \| Kloten \| \| \| \| \| \| \| \| \| Überwerfung Dorfnest \| \| \| \| \| \| \| \| \| \| \| \| \| \| \| \| \| \| \| \| alte Streckenführung bis 1980 \| \| \| \| 14,8 \| Bassersdorf \| Bassersdorf \| \| \| \| \| \| \| \| \| Brüttener Tunnel (geplant) \| \| \| \| \| von Oerlikon über Wallisellen \| \| \| \| \| Überwerfung Hürlistein \| \| \| \| 18,3 14,8 \| \| \| \| \| \| \| \| \| \| 16,8 \| Effretikon \| Effretikon \| \| \| \| \| nach Winterthur \| | |                                            |                                            |
| Strecke | | von Zürich HB                              | von Zürich HB                              |
| Bahnhof | 4,7 | Zürich Oerlikon                            | Zürich Oerlikon                            |
| Abzweig geradeaus und nach rechts | | nach Effretikon über Wallisellen–Dietlikon | nach Effretikon über Wallisellen–Dietlikon |
| Abzweig geradeaus und nach links · Abzweig quer, von links und von rechts | 5,4 | von Wettingen                              | von Wettingen                              |
| Abzweig geradeaus und nach links · Kreuzung geradeaus oben | 6,6 | nach Bülach                                | nach Bülach                                |
| Abzweig geradeaus und nach links · Abzweig geradeaus und von rechts | |                                            |                                            |
| Tunnelanfang · Tunnelanfang | |                                            |                                            |
| Strecke (im Tunnel) · Bahnhof (im Tunnel) | 7,2 | Opfikon                                    | Opfikon                                    |
| Tunnelende · Tunnelende | |                                            |                                            |
| Strecke nach halblinks · Strecke nach halbrechts | | Brücken über die Glatt                     | Brücken über die Glatt                     |
| Strecke von halblinks · Strecke von halbrechts | |                                            |                                            |
| Strecke · Tunnelanfang | | Flughafentunnel                            | 1215 m                                     |
| Überleitstelle / Spurwechsel · Strecke (im Tunnel) | 8,2 | Riet, eingleisig bis Kloten                | Riet, eingleisig bis Kloten                |
| Bahnhof · Strecke (im Tunnel) | 8,8 | Kloten Balsberg                            | Kloten Balsberg                            |
| Strecke · Bahnhof (im Tunnel) | 9,6 | Zürich Flughafen                           | Zürich Flughafen                           |
| Strecke nach halblinks · Strecke nach halbrechts (im Tunnel) | | Hagenholztunnel                            | 2837 m                                     |
| Strecke von halblinks (im Tunnel) · Strecke von halbrechts | |                                            |                                            |
| Strecke (im Tunnel) · Bahnhof | 10,0 11,3 | Kloten                                     | Kloten                                     |
| Tunnelende · Strecke | |                                            |                                            |
| Strecke nach halblinks · Abzweig geradeaus und nach halbrechts | | Überwerfung Dorfnest                       | Überwerfung Dorfnest                       |
| Strecke von halblinks · Abzweig geradeaus und von halbrechts | |                                            |                                            |
| Strecke · Strecke nach halbrechts | |                                            |                                            |
| Abzweig geradeaus und von halblinks | |                                            |                                            |
| Abzweig geradeaus und ehemals nach links · Strecke von rechts (außer Betrieb) | | alte Streckenführung bis 1980              | alte Streckenführung bis 1980              |
| Bahnhof · Bahnhof (Strecke außer Betrieb) | 14,8 | Bassersdorf                                | Bassersdorf                                |
| Strecke nach links · Abzweig ehemals geradeaus und von rechts | |                                            |                                            |
| Abzweig geradeaus und ehemals nach links | | Brüttener Tunnel (geplant)                 | Brüttener Tunnel (geplant)                 |
| Strecke von rechts · Strecke | | von Oerlikon über Wallisellen              | von Oerlikon über Wallisellen              |
| Abzweig geradeaus und nach halblinks · Strecke nach halbrechts | | Überwerfung Hürlistein                     | Überwerfung Hürlistein                     |
| Abzweig geradeaus und von halblinks · Strecke von halbrechts | 18,3 14,8 |                                            |                                            |
| Verschwenkung von links und von rechts | |                                            |                                            |
| Bahnhof | 16,8 | Effretikon                                 | Effretikon                                 |
| Strecke | |                                            | nach Winterthur                            |

Die Flughafenlinie Zürich ist eine Bahnstrecke der Schweizerischen Bundesbahnen (SBB), die den Flughafen Zürich an das Schienennetz der Schweiz anbindet. Sie führt als Ausbau- und Neubaustrecke von Zürich Oerlikon nach Effretikon und ergänzt die 1877 eröffnete Bahnstrecke Wettingen–Effretikon. Die Flughafenlinie wurde am 1. Juni 1980 eröffnet.
Die Strecke wurde als Fernverkehrslinie konzipiert und hat als Bahnhof nur den Bahnhof Zürich Flughafen. Die beiden Zulaufstrecken West und Ost folgen bestehenden Bahnlinien, deren Lage und Kapazität angepasst wurde. Die eigentliche Neubaustrecke besteht aus der Ortsdurchquerung Glattbrugg/Opfikon, dem Flughafentunnel mit dem unterirdischen Bahnhof Zürich Flughafen sowie dem nahtlos anschliessenden Hagenholztunnel.

## Geschichte
Die Geschichte der Strecke hängt stark mit der Entwicklung des Flughafens Zürich zusammen, der als Interkontinentalflughafen 1948 in Betrieb kam. Mit den stetig wachsenden Passagierzahlen und den daraus resultierenden Verkehrsproblemen kamen auch Ideen auf, den Flughafen mit einer Eisenbahnlinie zu erschliessen. Bei Vorstudien wurde festgestellt, dass nur die Hälfte der Passagiere die Stadt und den Grossraum Zürich als Ziel hatten, die andere Hälfte Ziele ausserhalb der Region Zürich. Damit war ersichtlich, dass eine rein lokale Lösung, in Form einer Stichbahn Zürich–Flughafen, nur einen kleinen Teil der Flugpassagiere abschöpfen könnte. Im Gegensatz dazu kämen bei einer Lösung, die eine Schnellzuganbindung ermöglichte, so gut wie alle Flugpassagiere als mögliche Bahnpassagiere in Betracht. Eine Bahnanbindung, die den Schnellzügen zwischen Zürich und Winterthur beim Flughafen einen Halt ermöglicht, wurde als Optimum betrachtet, weil hier die Schnellzüge der Ost-West-Achse verkehren, die mehr oder weniger automatisch einen Grossteil des Einzugsgebietes des Flughafens erschliessen. Diese Achse besass damit schon direkte Züge, die das Mittelland und die Ostschweiz erschliessen, welche neben Zürich das Haupteinzugsgebiet des Flughafens bilden. Die andere Möglichkeit des Anschlusses an die Strecke Zürich–Bülach–Schaffhausen wurde als weniger günstig betrachtet, da hier die verkehrenden Schnellzüge eher auf der Nord-Süd-Achse ausgerichtet sind. Die Ostschweiz wie auch Olten-Bern wären somit nur mit Umsteigeverbindungen erreichbar gewesen, oder man hätte neue Linien einführen müssen.
Durch die Generaldirektion der SBB wurde im August 1969 die Kreisdirektion III beauftragt, ein Projekt des doppelspurigen Anschlusses des Flughafens auszuarbeiten. Dieser Anschluss sollte geeignet sein, die Schnellzüge, die bisher von Zürich über Wallisellen nach Winterthur fuhren, aufzunehmen.
Dieser Beschluss wurde gerade noch rechtzeitig gefällt, damit der Bahnhof zusammen mit der dritten Ausbauetappe des Flughafens realisiert werden konnte.
Die Eröffnung fand ein Jahr früher statt, als ursprünglich geplant. Der offizielle Festakt fand am 29. Mai 1980 statt. Bundesrat Leon Schlumpf oblag die Ehre, das Band zu durchschneiden.
Bereits am 29. April 1980 bestieg die englische Königin Elisabeth II. im Bahnhof Zürich Flughafen einen Extrazug, weshalb sie als erste Passagierin des neuen Bahnhofes und der neuen Strecke gilt. Daran erinnert eine Tafel im Bahnhof Zürich Flughafen.

## Streckenbeschreibung
Die Zulaufstrecke West beginnt am Ostkopf des Bahnhofs Oerlikon, umfasst die Bahnanlagen im Oberhauserried und endet vor der Ortsdurchfahrt Glattbrugg/Opfikon, wo die eigentliche Neubaustrecke beginnt. In diesem Bereich gibt es schon die Bahnstrecken Zürich–Bülach und Wettingen–Effretikon sowie die Verbindungskurve Oerlikon Seebach. Hier wurde beim Unterwerk Seebach ein richtiger Verkehrsknoten mit Überführungsbauwerken erbaut, diese ermöglichen es, die verschiedenen Strecken besser zu entflechten. Dabei wurden die beiden bisher einspurigen Strecken auf Doppelspur ausgebaut. Die daran folgende Ortsdurchquerung von Glattbrugg und Opfikon wurde genutzt, um die bisher einspurige Strecke nach Kloten in diesem Bereich doppelspurig auszubauen und an ihr die Haltestelle Opfikon zu erstellen; die Neubaustrecke kam hier parallel zur bestehenden Strecke zu liegen. Im Bereich der Haltestelle wurde die bisherige Strecke tiefer gelegt und wie die parallel verlaufende neugebaute Flughafenstrecke überdeckt. Danach unterquert die Flughafenlinie die Bahnstrecke nach Kloten und überquert zugleich die Glatt. Nach dem Rampenbauwerk fängt schon der im Tagebau erstellte Flughafentunnel an, welcher im bogenförmig angelegten Bahnhof Zürich Flughafen mündet. Der nahtlos an den Bahnhof anschliessende Hagenholztunnel wurde bergmännisch in Schildvortrieb erstellt und führt in einer S-förmigen Schlaufe unter dem namensgebenden Hügel hindurch. Bei der Dienststation Dorfnest, zwischen Kloten und Bassersdorf, erreicht er wieder die Bahnstrecke Wettingen–Effretikon. Die ehemals einspurige Strecke Richtung Effretikon wurde zur Doppelspur ausgebaut; dieser Abschnitt war die Zulaufstrecke Ost. Beim Streckenausbau wurde der Bahnhof Bassersdorf um 500 Meter an den Dorfrand verlegt, dazu war ein neues Bahntrassee von rund 2,5 Kilometer notwendig. Diese Streckenverlegung ermöglichte die Aufhebung von sieben Niveauübergängen auf dem Gemeindegebiet von Bassersdorf. Bei der Dienststation Hürlistein ist die Bahnstrecke von Oerlikon über Wallisellen erreicht. Zwischen der Dienststation Hürlistein und Effretikon wurde wieder ein drittes Streckengleis verlegt. Auch der Bahnhof Effretikon wurde erneuert und die Gleisanlagen angepasst.

## Bauabschnitte

### Zulaufstrecke West
Viele Bauarbeiten in diesem Bereich haben nicht nur einen direkten Zusammenhang mit der Flughafenlinie, sondern hätten auch ohne diese durchgeführt werden müssen. Der Bau der Flughafenlinie war ein guter Grund, alle schon geplanten Ausbauten im Dreieck Zürich Oerlikon, Zürich Seebach, Glattbrugg/Opfikon zusammen umzusetzen. Durch den Bau des Rangierbahnhofs Limmattal und der Verbindungskurve Würenlos–Killwangen-Spreitenbach sollen die Güterzüge aus Schaffhausen und der Ostschweiz nicht mehr den Käferbergtunnel benutzen, sondern die Furttalstrecke. Die bisher einspurige Bahnstrecke nach Bülach–Schaffhausen sollte zur Leistungssteigerung auf Doppelspur ausgebaut werden. Der Bahnhof Oerlikon entsprach nicht mehr den Bedürfnissen und hatte Modernisierungsbedarf. Alle diese Punkte kamen zum Bau einer Zulaufstrecke zum Flughafen hinzu.

#### Oberhauserried
Im Oberhauserried überquert seit 1877 die SNB-Bahnstrecke Wettingen–Effretikon die BR-Bahnstrecke Oerlikon–Bülach, anfänglich ohne gegenseitige Verbindung. Mit der Übernahme der SNB durch die Schweizerische Nordostbahn (NOB), der auch die BR gehörte, wurde 1881 eine Streckenverbindung erbaut, die es erlaubte, von Zürich Oerlikon nach Kloten zu fahren. Im Gegenzug wurde 1909 die Verbindungskurve («Konkurskurve») von Zürich Seebach nach Kloten stillgelegt. Diese wurde 1939 von den SBB reaktiviert. Hier, zwischen dem Nordostkopf des Bahnhofs Zürich Oerlikon und der Verzweigung der Bülacher und Klotener Strecke, war auch die Zulaufstrecke zum Flughafen zu bauen. Da alle alten Strecken als Einspurstrecken erbaut worden waren, gab es hier schon vor dem Projekt der Flughafenlinie Ausbaupläne zur Kapazitätserhöhung. Dies auch im Hinblick auf die Inbetriebnahme des Rangierbahnhofs Limmattal, da die Zufahrt der Güterzüge aus Deutschland (über Bülach) und der Ostschweiz (über Kloten) durchs Furttal erfolgen sollte. Diese Pläne mussten natürlich den neuen Gegebenheiten angepasst werden. Dabei musste auch auf andere, schon projektierte Bauwerke wie die Nordumfahrung Zürich Rücksicht genommen werden. Dazu lag zwischen den beiden Strecken auch noch das SBB-Unterwerk Zürich Seebach, das nicht ersetzt, sondern ausgebaut werden sollte.
Im Endeffekt wurde hier auf Höhe des Unterwerkes mit sieben mehr oder weniger parallel liegenden Streckengleisen geplant. Dies waren nordwestlich des Unterwerkes die Doppelspurstrecke nach Bülach, auf der anderen Seite des Unterwerkes zuerst das Gleis, das in die Verbindungskurve nach Seebach führt, dann die beiden Doppelspurgleise der Strecke über Kloten und die beiden Doppelspurgleise der Flughafenlinie.

#### Durchquerung Glattbrugg/Opfikon

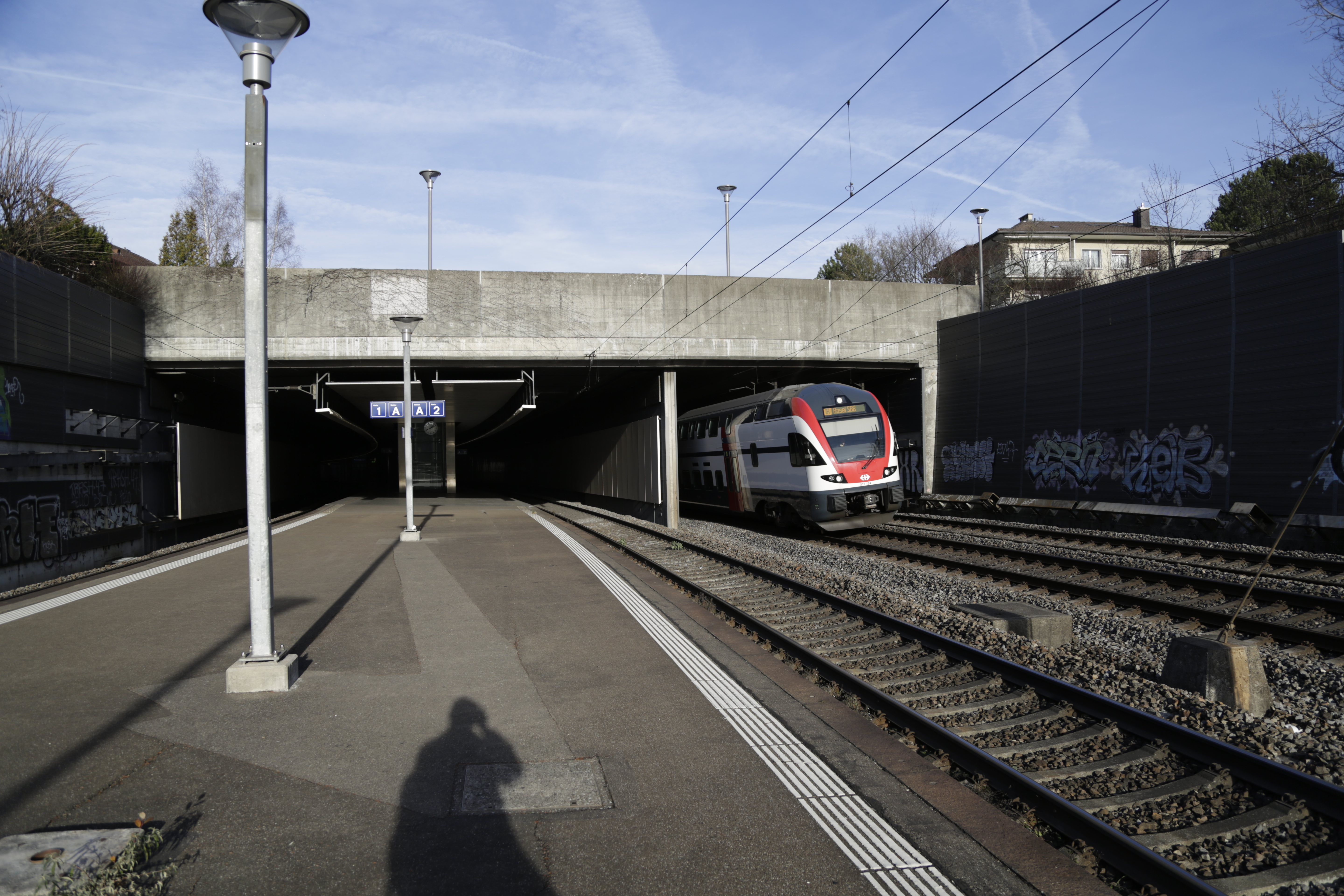
Links der Bahnsteigbereich des Bahnhofs Opfikon an der Strecke über Kloten. Rechts mit dem RABe 511 die Flughafenlinie

Die bisherige Strecke über Kloten durchquert den Ortskern von Glattbrugg, ohne dass es eine Haltestelle oder einen Bahnhof gab. Denn der Bahnhof Glattbrugg befand sich schon in unmittelbarer Nähe an der Bülacher Linie. Der Streckenausbau bewog die Gemeinde, an der Strecke nach Kloten eine unbediente Haltestelle zu finanzieren. Eine Haltestelle an der Flughafenlinie war damals nicht vorstellbar, da es eine reine Fernverkehrsstrecke sein sollte, auch wenn heute mehrere S-Bahn-Linien die Flughafenlinie benützen. Die vier Gleise der beiden doppelspurigen Strecken kamen in einen rund sieben Meter tiefen Einschnitt zu liegen, da nur so die Eliminierung der beiden Niveauübergänge der Giebeleich- und der Schaffhauserstrasse möglich war. Dies führte auch dazu, dass der Wunsch nach einer Überdeckung dieses Streckenabschnittes aufkam. Die Stadt Opfikon gab in der Folge einen Kredit von sechs Millionen Franken. Dieser ermöglichte den Bau einer Haltestelle und die Überdeckung von 300 Metern Strecke. Die Haltestelle wurde nach der politischen Gemeinde Opfikon benannt.

#### Überquerung der Glatt

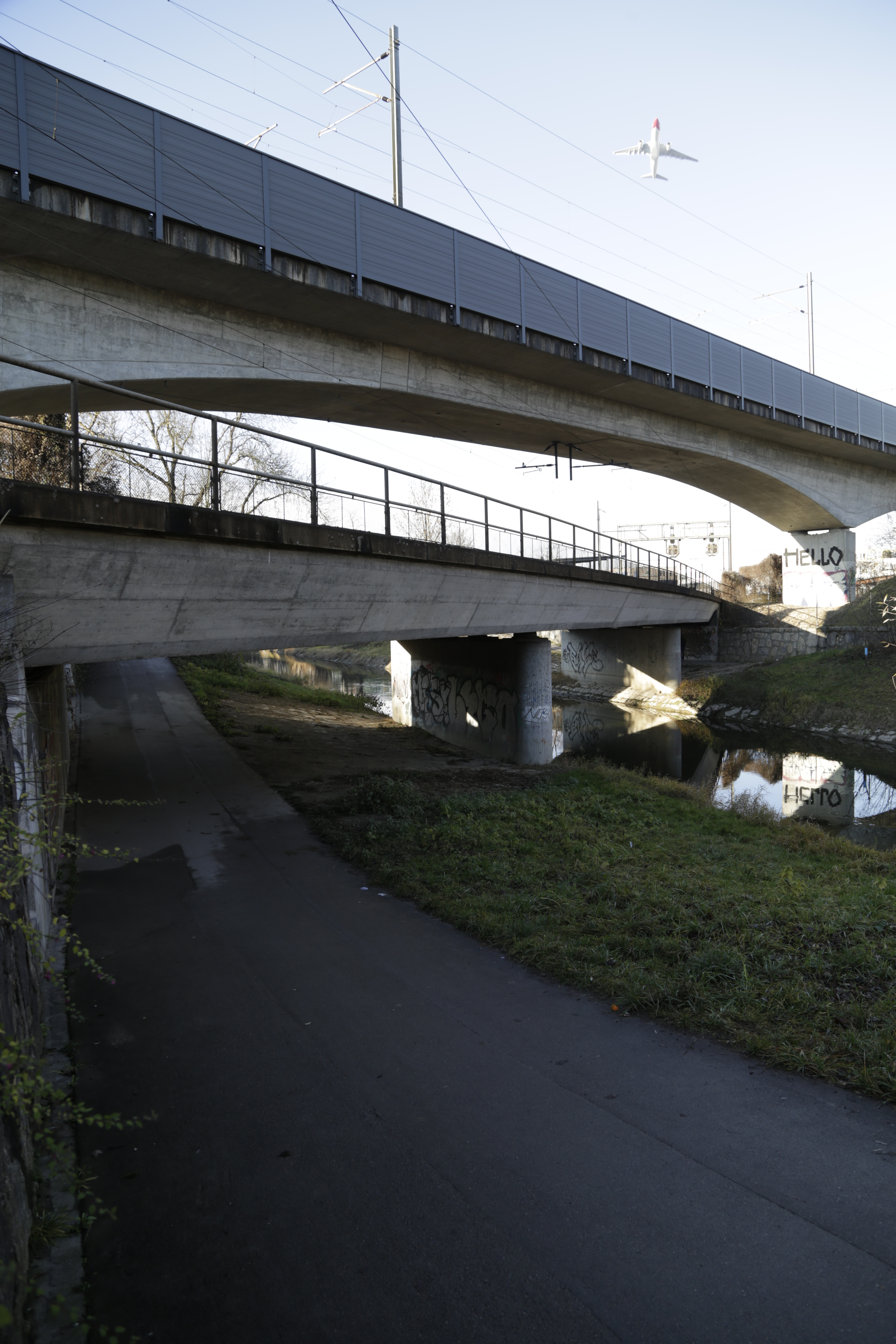
Die beiden Glattbrücken

Bei der Überquerung der Glatt gab es gleich mehrere Probleme. Es war erwünscht, dass die Brücke der Strecke zum Flughafen in minimaler Höhe die Glatt überquert, weil danach die Rampe zum Flughafentunnel beginnt und somit das Gefälle zum Tunnel klein gehalten werden muss. Zum andern überquert hier die Strecke nach Kloten sowohl die Glatt wie die Bahnstrecke zum Flughafen. Auch hier ist die Bauhöhe möglichst klein zu halten, da die Höhe über der Glatt einen direkten Einfluss auf die Steigung der Strecke aus dem Einschnitt von Opfikon hat. Beide Strecken liegen ausserdem in einer Kurve und schneiden sich in einem spitzen Winkel genau über der Glatt.
Für die Brücke der Flughafenlinie ergab sich eine verfügbare Konstruktionshöhe von 90 cm. Sie wurde als schiffachsige Plattenbrücke mit drei Feldern ausgeführt. Die massive 0,9 Meter starke Grundplatte weist zudem  einen gekrümmten Grundriss mit einem Radius von 530 Metern auf. Die Spannweite beträgt 16-24-16 Meter, wobei der Winkel zwischen der Brückenachse und den Auflagerachsen etwa 40° beträgt. Dieselbe Winkelabweichung haben auch die beiden Stützen, die bei normalem Wasserstand am Ufer der Glatt stehen. Beidseitig der Hauptöffnung ist der Uferweg entlang der Glatt abgesenkt, so dass eine Unterquerung der Brücke für Fussgänger und Velofahrer möglich ist. Dieser Freiraum dient auch als Hochwasserdurchführung.
Über der Brücke der Flughafenlinie befindet sich das Glattviadukt der Strecke nach Kloten, die hier eine neue Streckenführung erhielt und dabei auf Doppelspur ausgebaut wurde. Die alte Brücke befand sich etwa da, wo sich heute ein Steg über die Glatt erstreckt. Der östliche Bahndamm und die Strassenüberführung über die Rohrstrasse sind erhalten geblieben.
Das Viadukt über die Glatt (Glattviadukt) ist eine zehnfeldrige Brückenkonstruktion, deren Endauflagen 277 Meter voneinander entfernt sind. Die Felder haben von Ost nach West eine Spannweite von 20-25-25-25-30-56-30-24-22-20 Metern. Es ist als Spannbetonbrücke mit einzelligem Hohlkasten angelegt und besitzt einen gekrümmten Oberbau mit einem Radius von 480 Metern. Die Pfeiler 6 und 7 bilden die sogenannten Flusspfeiler, und dazwischen befindet sich die Hauptöffnung mit einem 56 Meter weit gespannten Mittelfeld, dessen Bauhöhe über der Glatt bzw. Flughafenlinie gerade mal 1,75 Meter beträgt. Die Bauhöhe über den Flusspfeilern beträgt 4,4 Meter. Der gesamte Überbau ist mit Gummitopflagern auf den Pfeilern gelagert. Alle Pfeiler weisen einen Rechteckquerschnitt auf und sind mit Bohrpfählen auf dem Molassenuntergrund abgestützt. Die beiden Flusspfeiler sind auch massiver als die anderen Pfeiler, müssen sie doch auch die Brems- und Längskräfte der ganzen Brücke aufnehmen, während die Lager der anderen Pfeiler nur Wind- und Fliehkräfte übertragen.

### Neubaustrecke
Der grösste Teil der Neubaustrecke verläuft unterirdisch.

#### Flughafentunnel
Der Tunnel wurde im Tagebau erstellt, wobei der Bauabschnitt 1060 Meter lang war. Er beginnt nach der Glattüberquerung und der daran anschliessenden Rampe.
Siehe auch Flughafentunnel (Zürich)

#### Bahnhof Zürich Flughafen

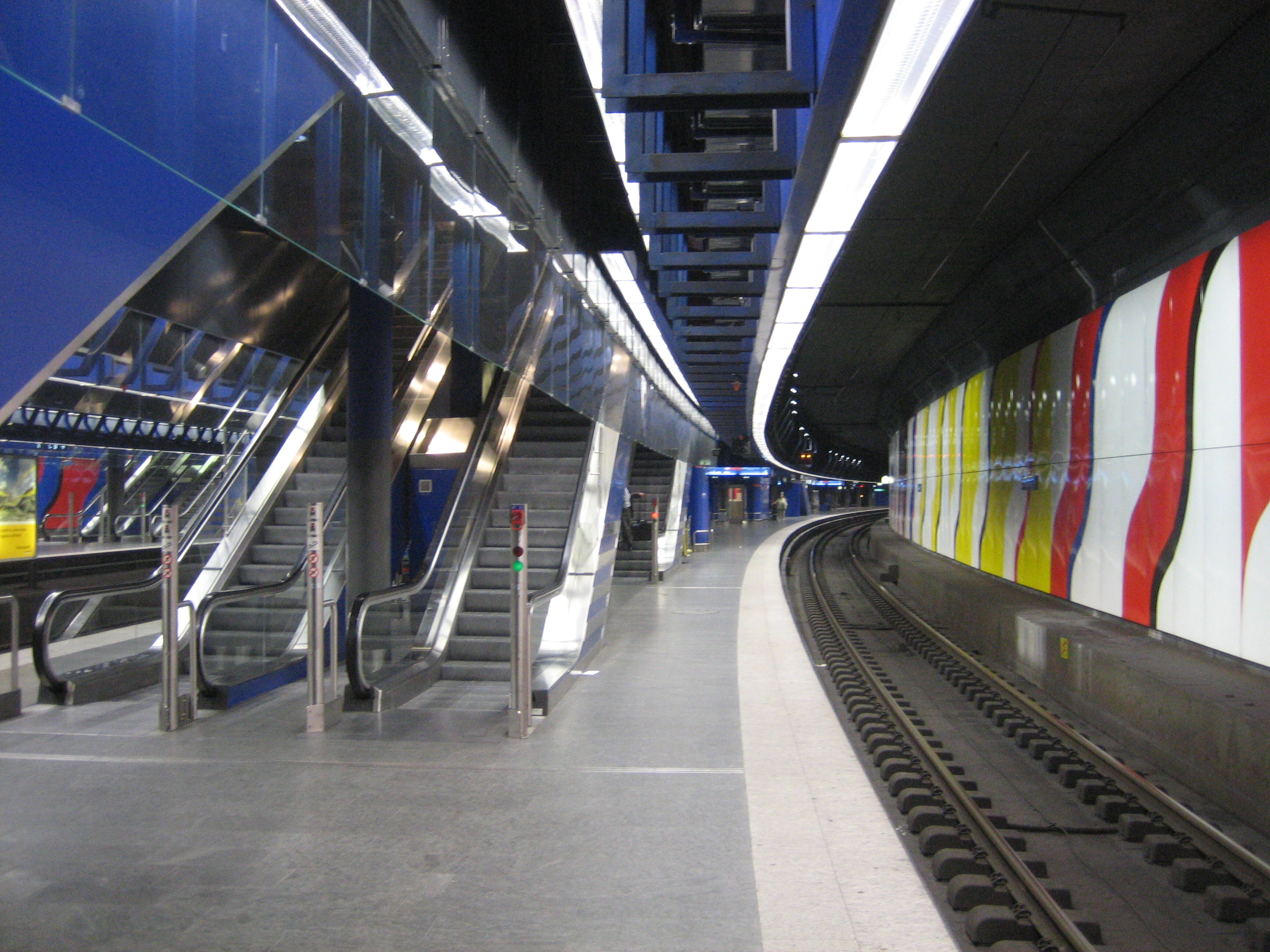
Der Bahnsteigbereich des Bahnhofes Zürich Flughafen

Der Flughafenbahnhof wurde zusammen mit der dritten Ausbauetappe des Flughafens erstellt und befindet sich unter dem Terminal B und dem Parkhaus B. Wie der Flughafentunnel, zu dem er bahnamtlich gezählt wird, wurde er im Tagebau erstellt.
Siehe auch Bahnhof Zürich Flughafen

#### Hagenholztunnel

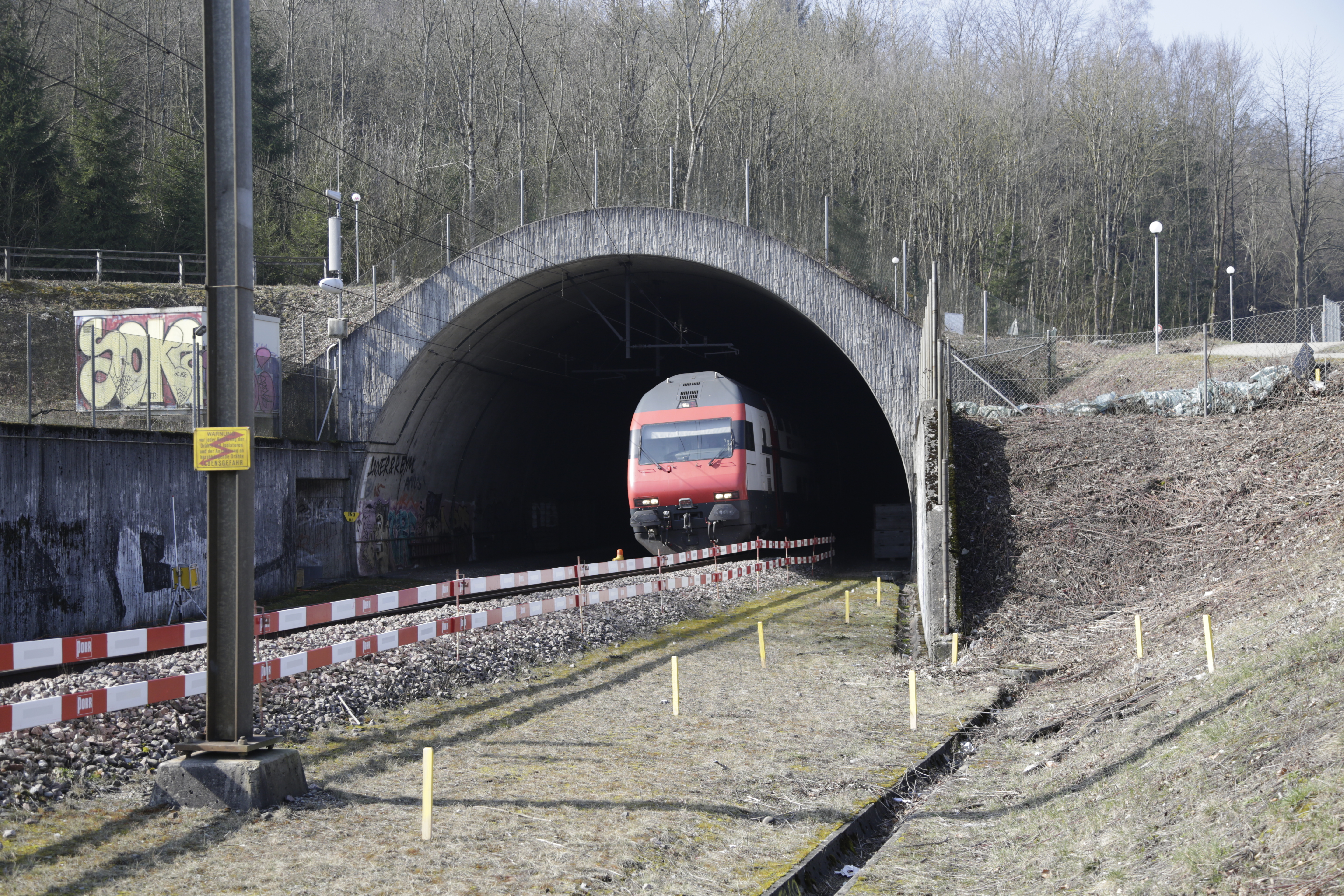
Das Ostportal des Hagenholztunnels (2016)

Der bergmännisch erstellte Tunnel schliesst sich nahtlos an den Flughafenbahnhof an. Er wurde wegen Platzmangels von Westen her mit einem Zwischenangriff aufgefahren, während der Ostabschnitt bis auf einen kurzen Tagebauabschnitt direkt aufgefahren werden konnte. Alle drei Abschnitte wurden mit Schildvortrieb erstellt, dabei erfolgte der Ausbruch im gestützten Teilschnittverfahren (es gab keinen rotierenden Bohrkopf).
Siehe auch Hagenholztunnel

### Überwerfung Dorfnest

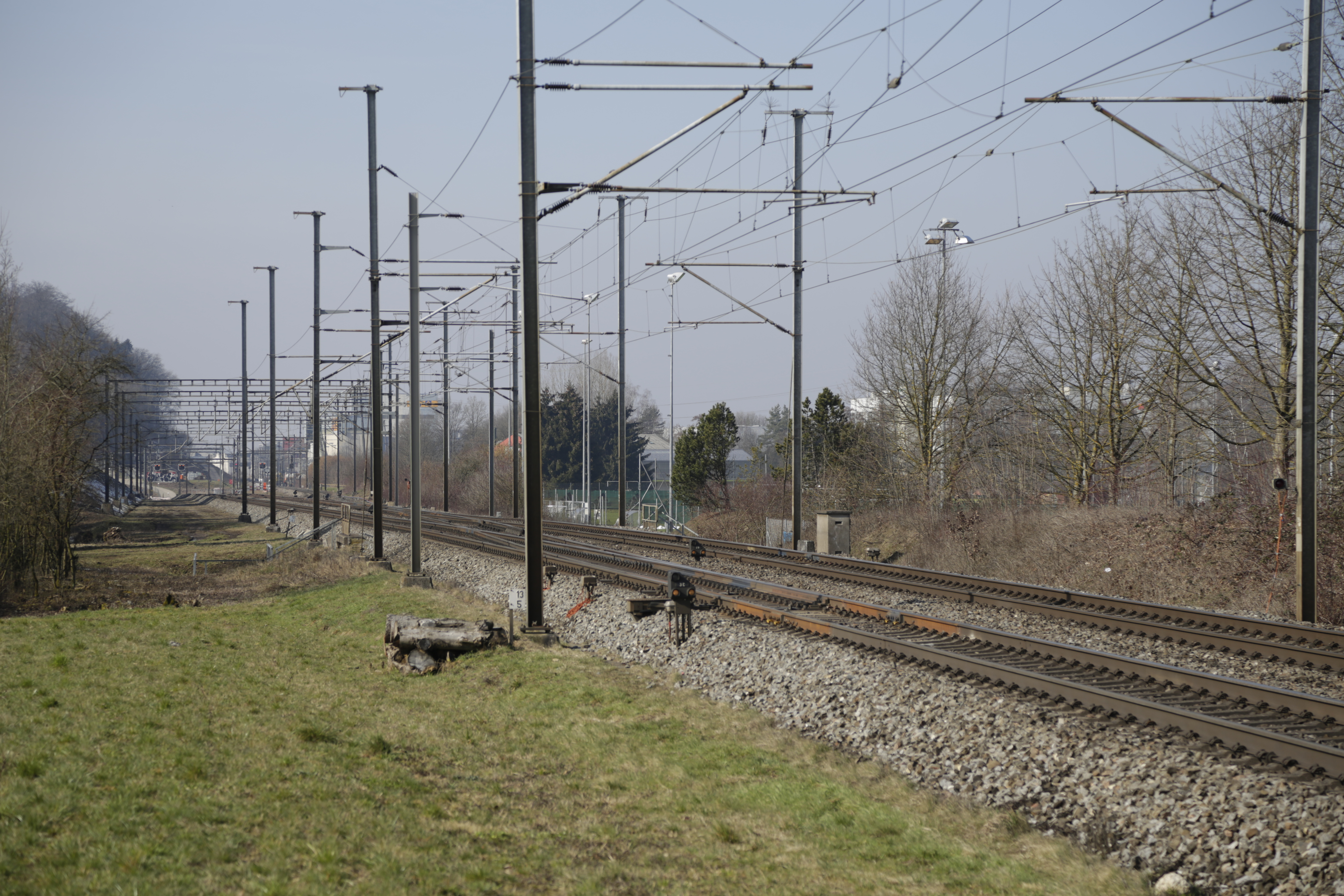
Die Verzweigung Dorfnest vor dem Bau der Überwerfung (2016)

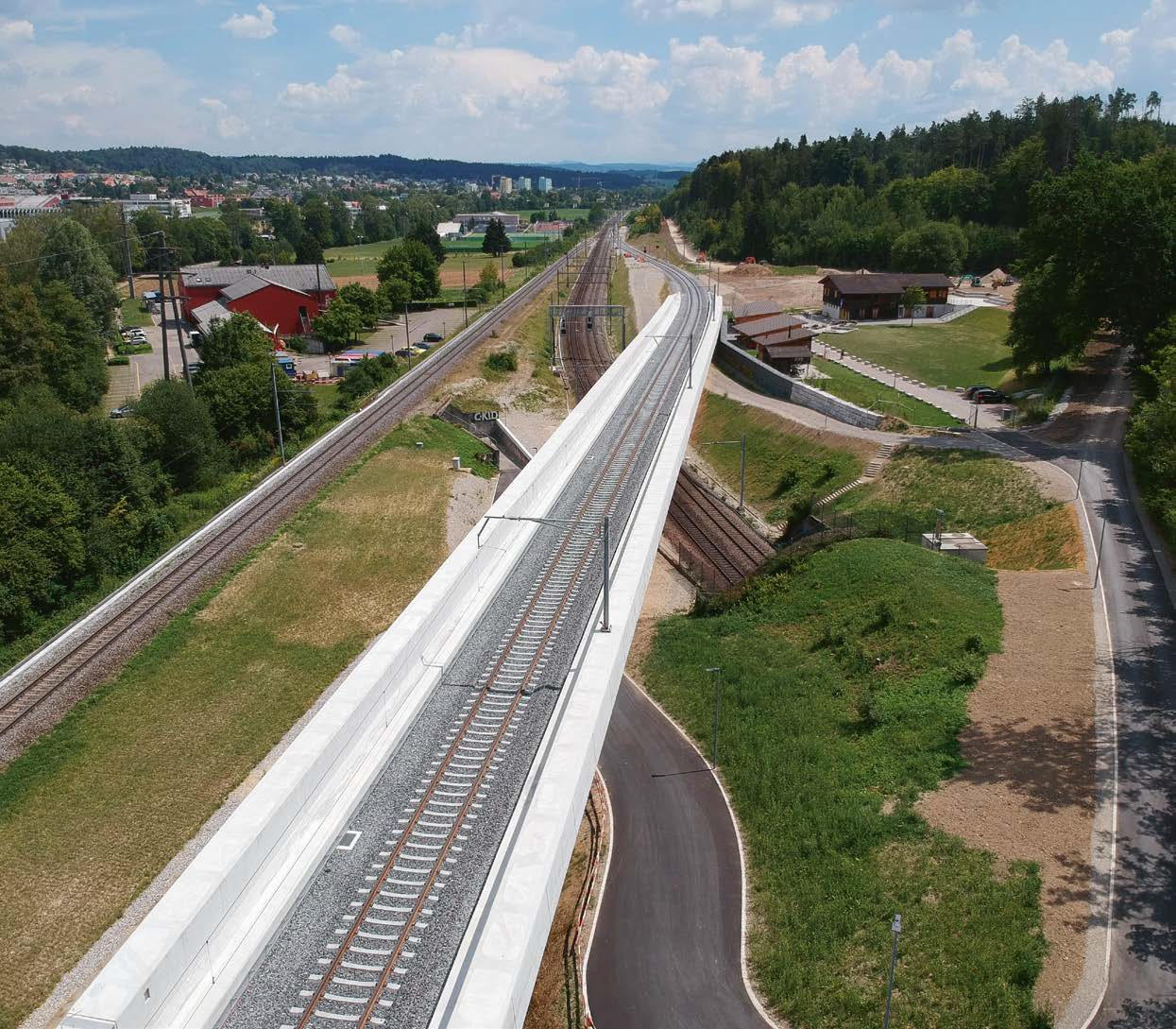
Überwerfung Dorfnest

Dem Hagenholztunnel schliesst sich ein rund 600 Meter langer offener Streckenabschnitt an. Bei der Dienststation Dorfnest ist die ehemalige SNB-Strecke über Kloten wieder erreicht. Die einspurige Strecke über Kloten wurde nicht kreuzungsfrei angeschlossen. Dieser Mangel wurde mit der neuen Überwerfung Dorfnest behoben. Mit den Vorarbeiten wurde im November 2015 begonnen, die eigentlichen Bauarbeiten fanden ab 2016 statt. Dabei wurde im Bereich der Tunnelmündung eine rund 200 Meter lange Brücke über die Flughafenlinie erstellt. Auf den Fahrplanwechsel im Dezember 2018 wurde die neue Strecke in Betrieb genommen.

### Zulaufstrecke Ost, Streckenverlegung Bassersdorf
Die Ortsdurchfahrt durch Bassersdorf war schon länger eine Problemzone, für die Lösungen gesucht wurden. Gerade die beiden Bahnübergänge der Zürich- und Baltenswilerstrasse beim Bahnhof waren berüchtigt. Da sich diese auch mitten im Dorf befanden, war der Bau einer Unter- oder Überführung kaum eine sinnvoll zu verwirklichende Option. Durch die nun verwirklichte Verlegung des Bahnhofes an den Südrand des Dorfes konnten gleich mehrere Probleme gelöst werden. Das Trassee konnte problemlos doppelspurig angelegt werden, und es konnten alle sieben Bahnübergänge auf Gemeindegebiet aufgehoben werden. Dazu konnte auch die Streckenführung gestreckt und somit die Fahrgeschwindigkeit erhöht werden. Der Neubau abseits der alten Strecke ermöglichte auch eine kostengünstigere Bauweise als ein Umbau unter laufendem Betrieb. Die Streckenverlegung Bassersdorf war ein eigenständiges Projekt und wurde zum grossen Teil auf Kosten des Kantons Zürich erstellt, der hierfür 6,5 Millionen CHF beisteuerte. Das neue Bahnhofgebäude von Bassersdorf wurde von Max Vogt entworfen. Die effektive Bauaufwendung der Zulaufstrecke Ost betrug 31,0 (24,0) Millionen Franken, projektiert waren 33,7 (26,7) Millionen Franken (in Klammern Nettobauaufwendung zulasten des Projektes Flughafenlinie).
Zwischen der Dienststation Dorfnest und dem neuen Bahnhof Bassersdorf führt die Bahnstrecke mitten in Feldern über eine Brücke. Diese ist eigentlich eine Strassenunterführung, die für ein nicht verwirklichtes Strassenprojekt vorgesehen war.

## Daten
- Betrieb einer provisorischen Umleitungsstrecke in Opfikon; März 1977–Dezember 1978
- Inbetriebnahme des westlichsten Gleises (Strecke über Kloten) im Einschnitt Opfikon; 7. Dezember 1978
- Inbetriebnahme Doppelspur Zürich Oerlikon–Glattbrugg; 30. September 1979
- Inbetriebnahme Doppelspur Zürich Oerlikon–Opfikon–Ried (Strecke über Kloten); 30. September 1979
- Inbetriebnahme Streckenverlegung Bassersdorf; 16. März 1980
- Inbetriebnahme Strecke Zürich Oerlikon–Flughafen–Dorfnest; 1. Juni 1980
- Inbetriebnahme Strecke Dorfnest–Hürlistein als Doppelspurstrecke; 1. Juni 1980
- Inbetriebnahme drittes Streckengleis Hürlistein–Effretikon; 1. Juni 1980
- Inbetriebnahme des neuen Bahnhofes Bassersdorf; 16. März 1980
- Inbetriebnahme der Haltestelle Opfikon; 1. Juni 1980
- Inbetriebnahme des Bahnhofes Flughafen Zürich; 1. Juni 1980